# Eustomias trewavasae
Eustomias trewavasae és una espècie de peix de la família dels estòmids i de l'ordre dels estomiformes.
Els adults poden assolir 26 cm de longitud total. És un peix marí i d'aigües profundes que viu fins als 1.000 m de fondària.
Es troba a l'Atlàntic, l'Índic i el Pacífic.